# Bertrand Seiller
 (mars 2019).
Si vous disposez d'ouvrages ou d'articles de référence ou si vous connaissez des sites web de qualité traitant du thème abordé ici, merci de compléter l'article en donnant les références utiles à sa vérifiabilité et en les liant à la section « Notes et références ».
Bertrand Seiller, né en 1969, est un universitaire français, professeur de droit public à l'université Paris-Panthéon-Assas.

## Biographie
D'abord étudiant de l'université Paris-Panthéon-Assas, Bertrand Seiller rédige son mémoire sous la direction de René Chapus, et devient, en 1995, docteur en droit en soutenant sa thèse de doctorat consacrée à L'exception d'illégalité des actes administratifs sous la direction de Pierre Delvolvé.
Agrégé des facultés de droit public en 1996, il devient dans un premier temps professeur à l'université de Tours. Nommé en 2001 à l'université Paris-Panthéon-Assas, il y enseigne principalement le droit administratif général et le contentieux administratif en Licence et Master. Depuis 2020, il dirige le Master 2 de Droit public approfondi de cette faculté.
Ancien président de l'Association française pour la recherche en droit administratif (AFDA), il est l'auteur de nombreux articles et commentaires en droit et contentieux administratifs. Il est également l'auteur d'un manuel synthétique de Droit administratif (qualifié par le cercle universitaire étudiant de « Petit livre jaune ») et d'un autre de Contentieux administratif (rédigé en collaboration avec Mattias Guyomar et Ariane Meynaud-Zeroual).
Au sein de l'Université Paris-Panthéon-Assas, il a présidé le département de droit public et de science politique de 2016 à 2024. Depuis 2021, il est chargé de mission Performance environnementale.

## Publications
- Droit administratif, 1. Les sources et le juge, Flammarion, Collection Champs Université, 9ème édition, 2023, 352 pages.
- Droit administratif, 2. L’action administrative, Flammarion, Collection Champs Université, 9ème édition, 2024, 384 pages.
- Contentieux administratif, en collaboration avec Mattias Guyomar et avec le concours d'Ariane Meynaud-Zeroual, Dalloz, Collection HyperCours, 6ème édition, 2021, 680 pages.